# 숙의 홍씨 (중종)
숙의 홍씨(淑儀 洪氏, ? ~ ?)는 조선 중종의 후궁이다.
남양 홍씨 출신으로 중종의 후궁들 중 가장 많은 사랑을 받았다고 하며, 해안군의 생모이다. 고양시 덕양구 선유동의 해안군 묘 옆에 묘가 있다.